# Avaragal, Madhugiri
Avaragal là một làng thuộc tehsil Madhugiri, huyện Tumkur, bang Karnataka, Ấn Độ.